# Incidente di Simferopoli
Il 18 marzo 2014, due persone sono state uccise e almeno altre due persone ferite durante la crisi della Crimea del 2014.
In questa fase, non fu possibile verificare nessuno dei racconti di questo evento in modo indipendente. Le autorità ucraine e della Crimea fornirono notizie contrastanti della manifestazione.
Le due vittime ebbero un funerale congiunto a cui parteciparono autorità della Crimea e ucraine. L'evento è ora sotto inchiesta da parte sia delle autorità della Crimea sia dall'esercito ucraino.

## Versioni degli eventi
La Russia e l'Ucraina contestarono ciò che accadde durante l'attacco. Nessuno dei racconti potrebbe essere verificato in modo indipendente. L'evento è ora sotto inchiesta da parte sia delle autorità della Crimea sia dall'esercito ucraino.

## Versione del governo ucraino

### Presunto assalto di una struttura militare ucraina
Fonti ucraine riferirono che martedì 18 marzo, alle 3:00 circa, 15 uomini armati e mascherati, vestiti con uniformi russe senza insegne arrivarono a due vetture prive di segni che portavano bandiere russe, e presero d'assalto il 13° Centro Fotogrammatico della Centrale Topografica Militare e l'Amministrazione della Marina a Simferopoli, situato all'interno di una base militare ucraina.
Anche se è poco chiaro come l'incidente cominciò inizialmente, emersero rapporti di un membro dell'autodifesa filorussa, che aveva tentato di scalare una parete nel campo della base e a cui venne intimato di tornare indietro dalle truppe ucraine. L'argomento degenerò in tempo reale quando vennero scambiati colpi di arma da fuoco da entrambe le parti e assaltata la base stessa. Tuttavia testimonianze civili indicarono di aver visto le truppe di autodifesa prepararsi per un possibile assalto della base prima del confronto. Un giovane ufficiale ucraino che aveva equipaggiato una torre di guardia, supervisionando un parco veicoli alla base, venne ferito a morte al collo durante la sparatoria. Un secondo militare ucraino venne colpito al collo ed evacuato da diverse ambulanze che arrivarono sulla scena dopo che venne concesso l'ingresso per i giornalisti da parte delle truppe di autodifesa che stavano circondando la base. Questa morte contrassegnò la prima vittima militare dall'acquisizione russa della Crimea. In aggiunta all'ufficiale venne segnalata la morte di un membro etnico dell'autodifesa filorussa secondo le autorità della Crimea, ma non è chiaro se sia stato ucciso per resistenza alle truppe ucraine o per fuoco amico accidentale, vennero segnalati entrambi i casi. L'assalto iniziò con la conquista del parco situato nel complesso della base e del centro di comando ucraino. Un totale di 15 soldati camuffati armati di fucili da caccia e AK-47 come riportato dai civili/giornalisti sulla scena, partecipò all'assalto sostenuto da due veicoli militari che portavano la bandiera russa. Un soldato ucraino di pattuglia nel parco venne picchiato dai soldati di autodifesa con un paio di spranghe di ferro durante la cattura. La condizione del soldato venne riportata come grave dai rapporti militari. La sparatoria continuò fino alla conquista sottosequenziale del comandante della base militare ucraina, il colonnello Andriy Andryushyn, che venne preso in ostaggio insieme a molti altri soldati al fine di entrare nell'edificio del comando della Marina, dove il restante personale ucraino si era barricato al 2º piano, rifiutando di arrendersi. Il comandante ucraino venne interrogato dalle truppe russe e si suppone che abbia dichiarato la sua defezione al popolo di Crimea. I negoziati per la resa della sede della Marina, dove si trovava il resto delle truppe ucraine, continuarono fino a tarda sera, quando i colloqui vennero raggiunti oltre la loro resa. Un totale di 18 soldati ucraini venne arrestato e messo agli arresti da parte delle truppe di autodifesa. I soldati furono messi in fila e avevano tutti i marchi di identificazione, armi e denaro confiscato su ordine della polizia di Crimea.

Entro il 24 marzo, le rimanenti truppe ucraine catturate durante l'alterco vennero liberate illese.

## Versione Crimeo-russa

### Presunto cecchino di Pravyj Sektor
Fonti russe riferirono che i soldati russi e ucraini vennero entrambi uccisi dallo stesso cecchino. Il 18 marzo, i media russi riferirono che le forze russe ricevettero un avviso di presenza di individui armati non identificati in un edificio incompiuto situato di fronte ad una installazione militare ucraina. Un cosacco russo che stava lavorando in una brigata della Crimea è stato poi ucciso, un altro ferito, nell'ambito delle indagini sulla scena vicino alle posizioni del cecchino nell'edificio. I colpi che hanno ucciso un ufficiale ucraino e ferito un altro provenivano dalla stessa finestra.
Media russi, citando la polizia della Crimea, riferirono che le autorità avevano arrestato un tiratore scelto di 17 anni del partito neonazista Pravyj Sektor, proveniente dall'Ucraina occidentale, in relazione alle uccisioni. Più tardi, tuttavia, Interfax riferì che i procuratori della Crimea avevano smentito di aver arrestato tutti i banditi. "Non sono confermate le informazioni sulla detenzione del tiratore. Non è vero. Purtroppo, nessuno è stato ancora arrestato," disse Natalia Boyarkina, addetto stampa per i procuratori della Crimea, a Interfax-Ucraina giovedi.

## Indagine del Procuratore Generale della Crimea
Il procuratore generale della Crimea Natal'ja Poklonskaja sta indagando sull'incidente.

### Dichiarazione iniziale del procuratore generale della Crimea il giorno dopo l'incidente
Le indagini preliminari scoprirono quanto segue:
Diversi funzionari disarmati del Ministero della Difesa russo, in seguito all'accordo con il comandante della base militare ucraina A-36-74, vennero a Kiev a discutere questioni di cartografia mentre i cartografi lavoravano all'interno della base, le forze di autodifesa della Crimea sparavano al di fuori della base.
Una serie di colpi venne sparata sia dai soldati ucraini sia dai membri delle forze di autodifesa della Crimea. Ci furono vittime da entrambe le parti: un cosacco dell'autodifesa venne ucciso e un altro rimase ferito. Un soldato ucraino della base militare venne ucciso e un altro rimase ferito.
In questo momento la posizione esatta e il numero di tiratori non sono stati accertati.
La scena d'azione è stata esaminata da 6 gruppi di indagine, tra cui criminologi, investigatori dell'ufficio del procuratore della Repubblica di Crimea, detective del Dipartimento principale del Ministero degli Affari Interni, e membri di altri servizi connessi. Secondo questi esperti vi è un'elevata possibilità di somiglianza con le azioni dei cecchini a Maidan, a Kiev, dal 18 febbraio al 21. In questo caso il loro scopo era più probabilmente quello di provocare un conflitto tra soldati dell'Ucraina e della Repubblica di Crimea.
Diverse perizie sono complete, tra cui gli esami medico-legali. Esami balistici continuano, insieme all'intervista con i testimoni.

## Perdite

### Ucraina
- Guardiamarina (Praporščik) Serhij Kokurin - morto (fucilato nel cuore mentre era di pattuglia)[20]
- Capitano V.  Fedun - ferito al collo e al braccio[20]
- Soldato ucraino non identificato - gravemente ferito alla testa dopo urti con una sbarra di ferro[20]

### Forze di Autodifesa della Crimea
- Ruslan Kazakov (Volontario russo, veterano delle guerre cecene, membro della Milizia dei Cosacchi del Don Volgograd) - morto (tiro di cecchino)[21][22][23][24]
- Alexander Yukalo (grado sconosciuto) - ferito (fucilato alla coscia)[24]
- Diversi altri membri non identificati feriti